# Grottes de Calès
Pour les articles homonymes, voir Calès.
Les grottes de Calès, près de Lamanon (Bouches-du-Rhône), à l'extrémité orientale du massif des Alpilles, sont un site d'habitat qui fut occupé de l'époque préhistorique jusqu'au XVe siècle.
Elles se composent, sur plusieurs étages de la falaise, d'habitats troglodytiques creusés par l'homme. Ils servirent soit de refuge, soit de résidence pérenne au cours des millénaires.

## Historique
Ce site composé d'une série d’anfractuosités creusées par l'homme jusqu'au sommet de la falaise a tout d'abord servi d'habitat ligure. On a identifié 58 cavités d'habitation dans le cirque et autant à l'extérieur du cirque. Ce fut d'ailleurs l'un des plus importants de la région. Les traces d'occupation s'étalent d'ailleurs de la Préhistoire à la Protohistoire. Une légende ou une tradition veut que ces grottes aient servi d'abris, lors des invasions sarrasines à un dénommé Kalès et ses hommes. Ce qui est plus assuré est que ce site appartient à la première génération des grands castra du Moyen Âge.
On y accède par d'étroits escaliers taillés dans le roc. Mais la présence de trous de boulins dans la falaise montrent que certaines excavations n'étaient accessibles que par des échelles de branchages. Les grottes furent habitées du XIIe siècle jusqu'au XVIe siècle par une population qui a varié entre 120 et 220 habitants,. Des rigoles creusées dirigeaient les eaux de ruissellement vers des citernes et des aiguiers. C'est de la dernière période d'occupation que date les aménagements les plus sophistiqués avec cheminées, placards, tasseaux et feuillures de portes. 
Le site de Calès, dont on est assuré qu'il servit maintes fois de refuge à la population de Lamanon est à mettre en rapport avec le castrum de Alamanone, daté du XIe siècle. L'histoire montre qu'au cours des années 1390, les habitants eurent à subir la vindicte des troupes de Raymond de Turenne. Non seulement elles saccagèrent le château mais provoquèrent la fuite de la population dans les grottes. Deux siècles plus tard, elles servirent encore une fois de refuge, lors des guerres de religion, à Carrier d'Alleins et à ses bandes qui n'abandonnèrent le fort qu'après l'avoir mis en l'état de ruines. Les grottes furent définitivement abandonnées en 1586, au cours de ces mêmes guerres de religion.
Si les différentes périodes d'occupation restent difficile à dater avec précision, il n'en est pas moins indéniable que cet ensemble avec ses escaliers et ses gradins pour l'ancrage des maçonneries constituent un « vocabulaire » spécifique à ce site.
Ce site est aujourd'hui couronné par une statue de la Vierge qui domine le village troglodyte.

Les grottes de Calès
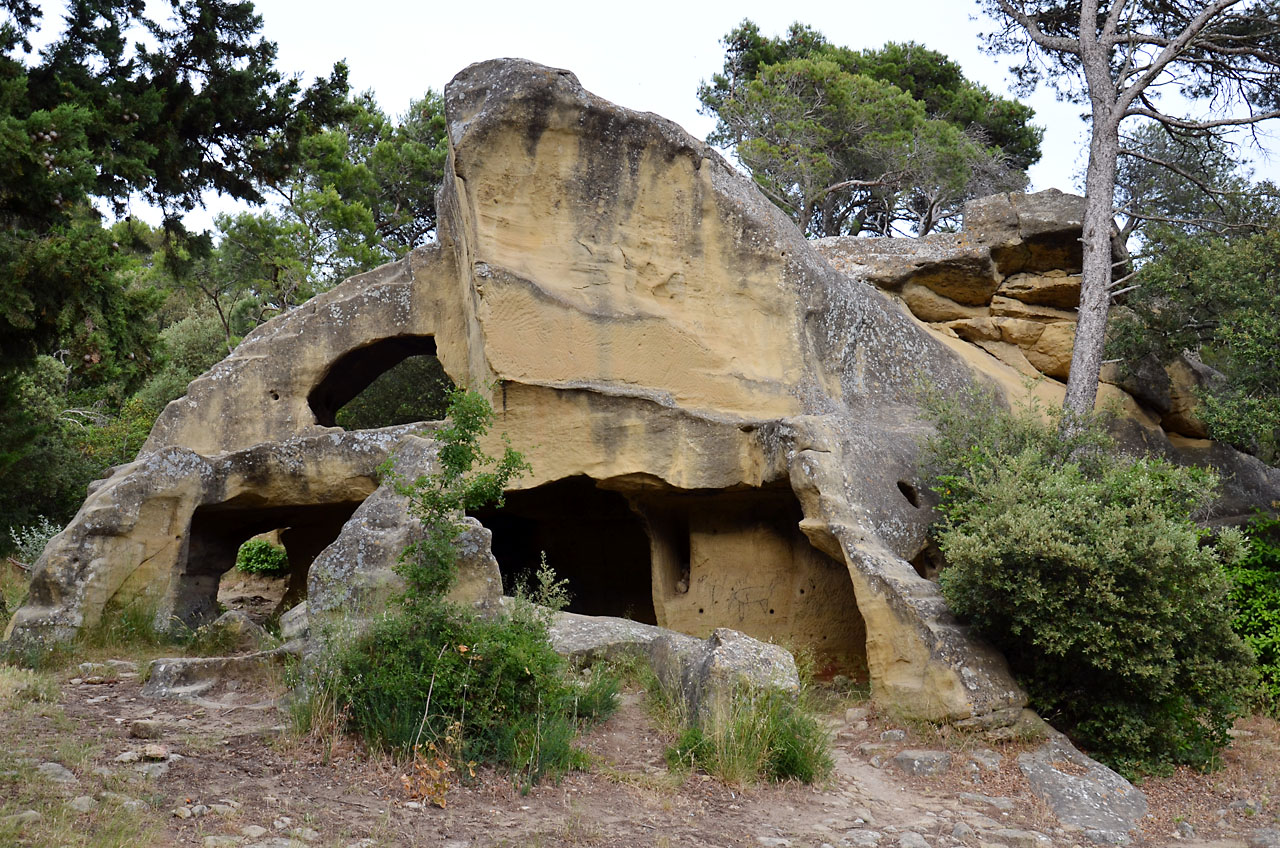
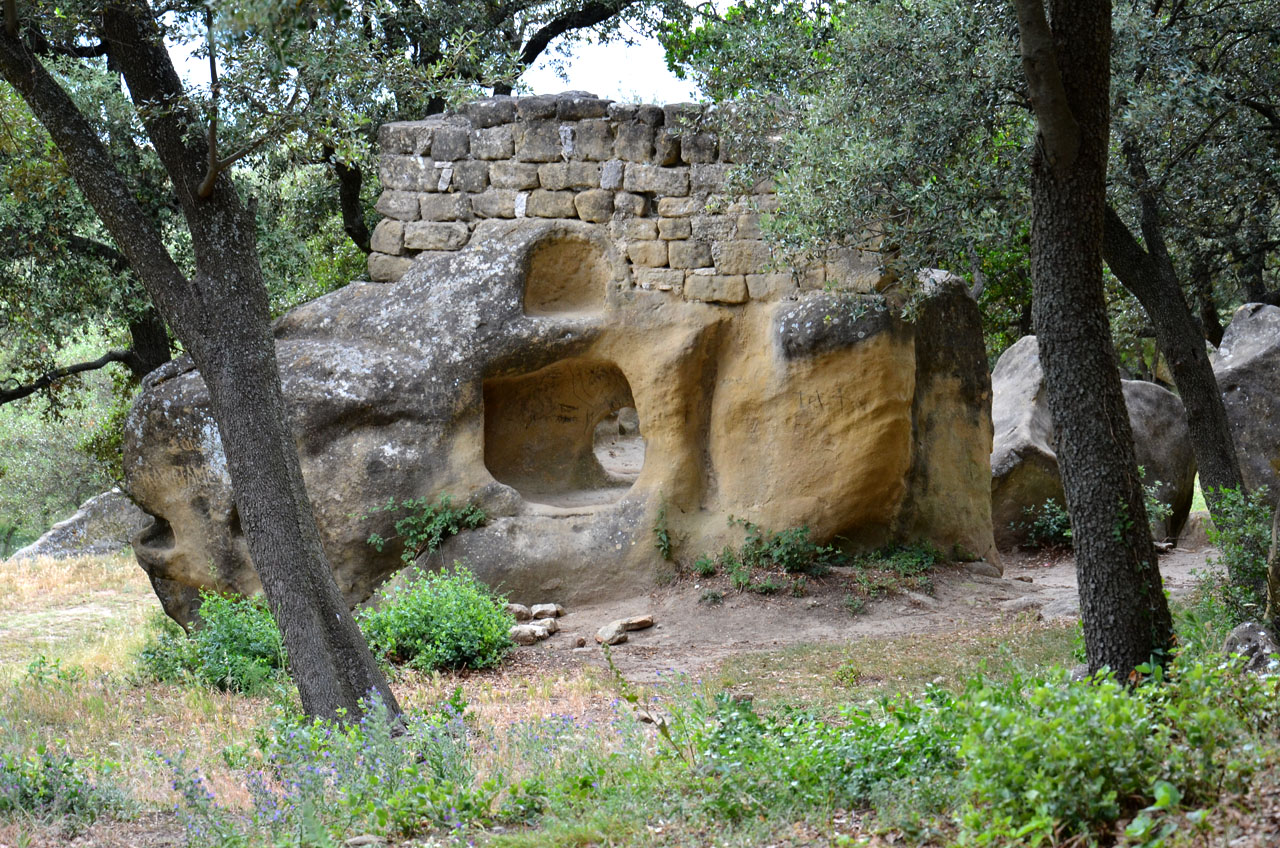
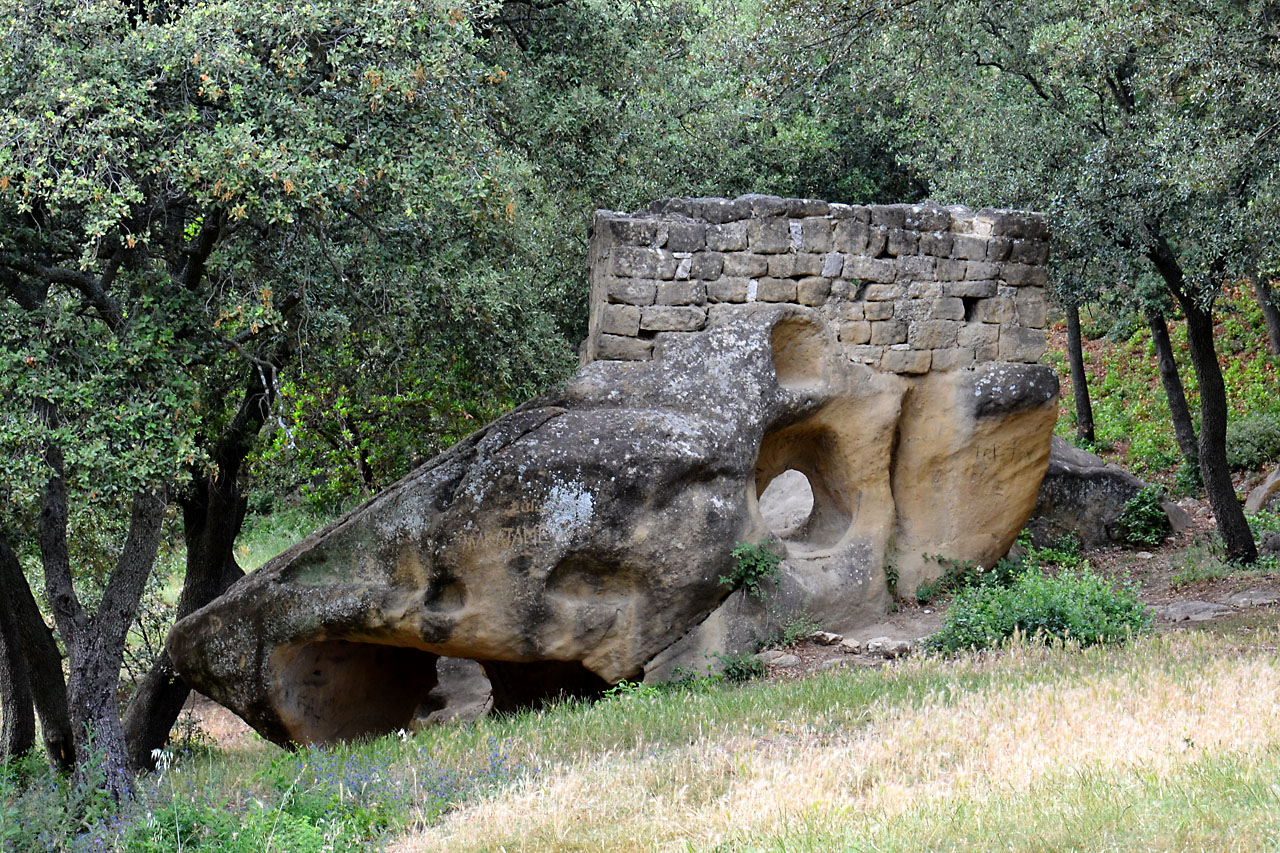
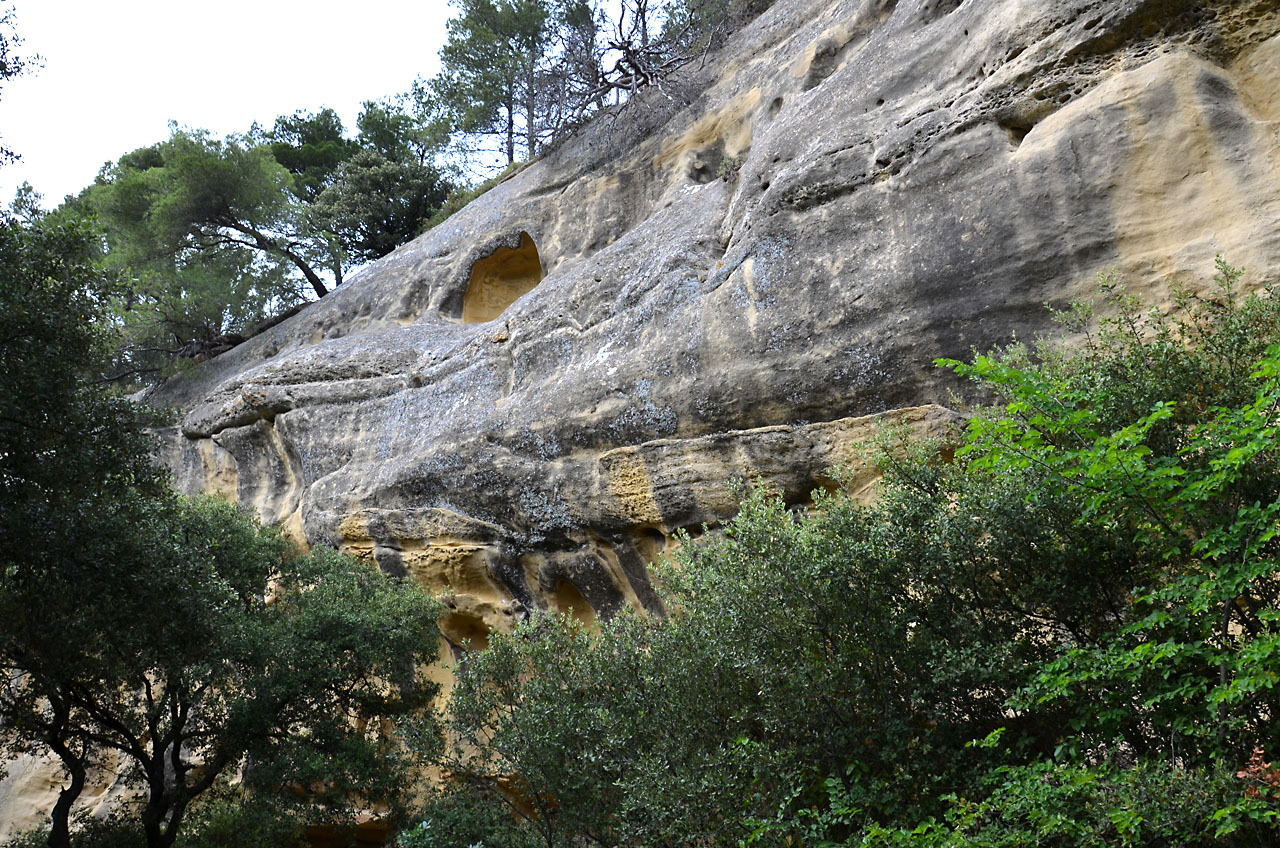
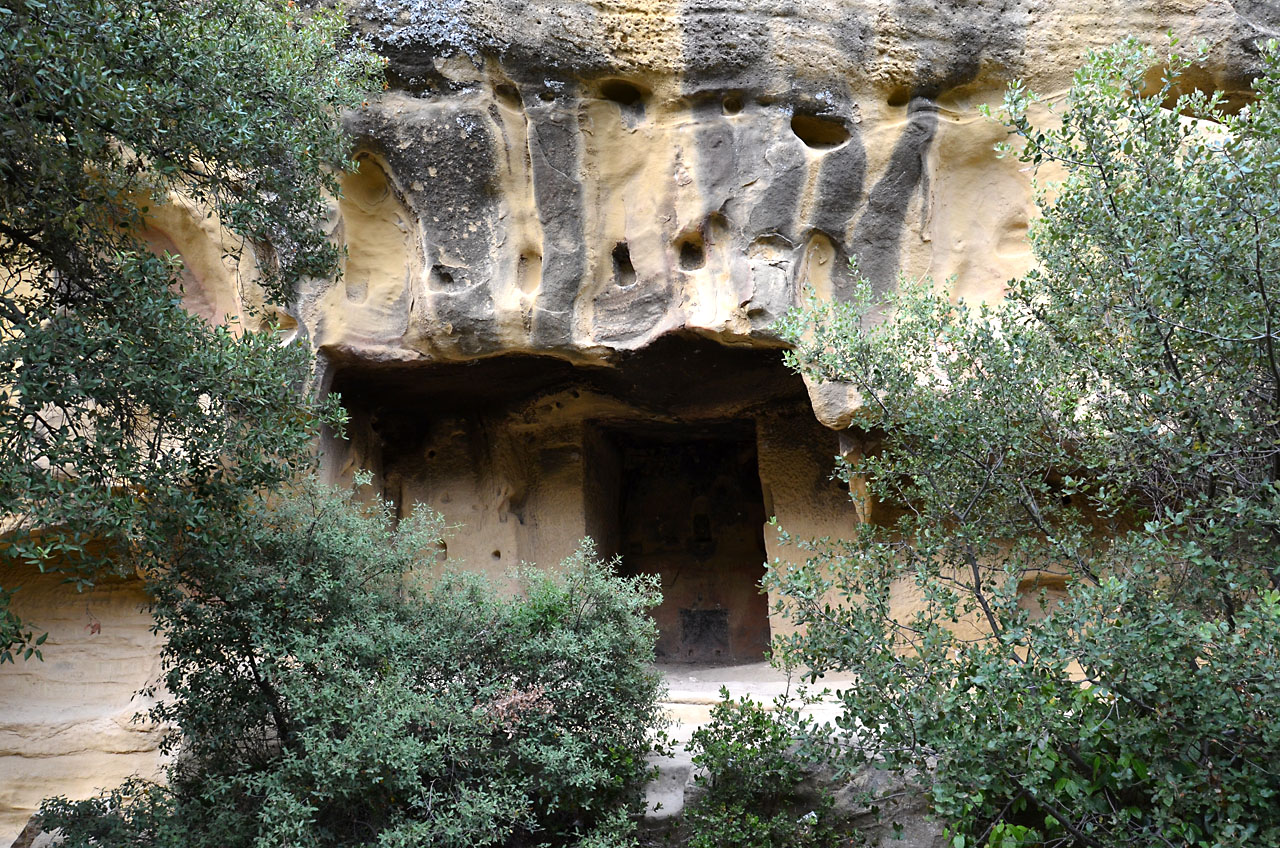
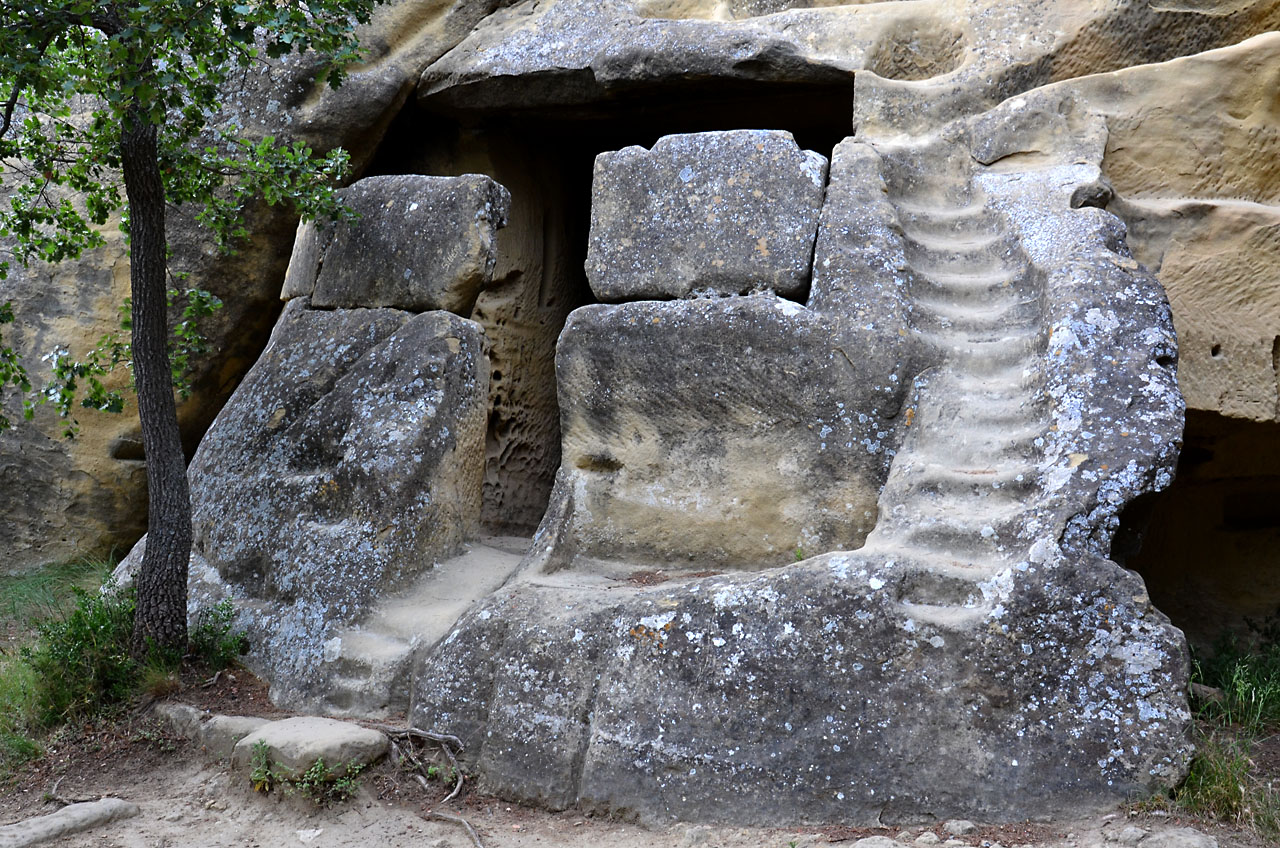
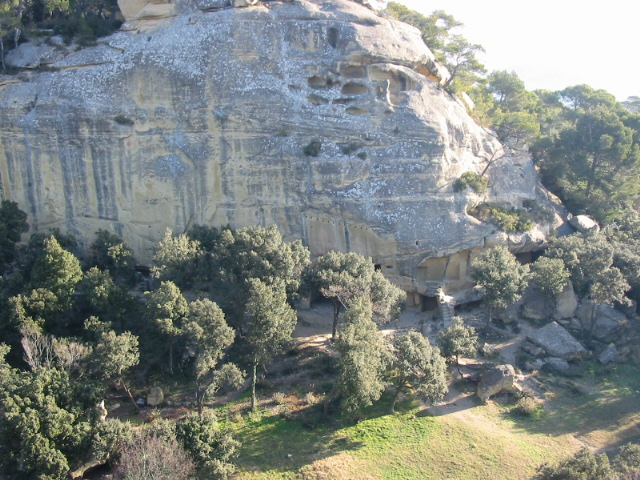
Vue générale du cirque de Calès
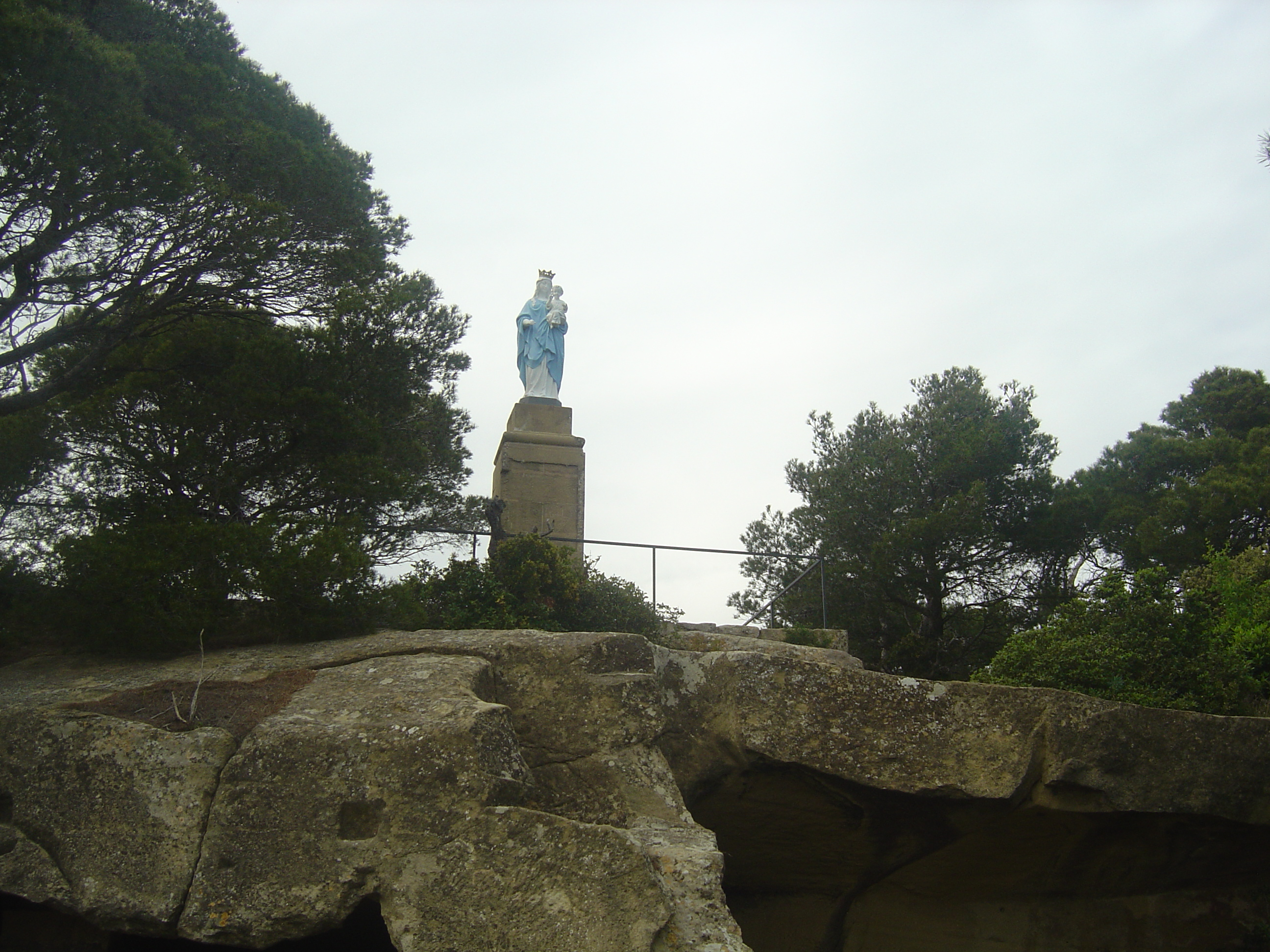
Vierge sur l'un des rochers

## Protection
Le parc du site des grottes de Calès est classé depuis 1994 à l'inventaire général du patrimoine culturel.